# USS LST-845
O USS LST-845 foi um navio de guerra norte-americano da classe LST que operou durante a Segunda Guerra Mundial.